# Братское (Мащанский сельский совет)
Бра́тское (укр. Братське) — село, Мащанский сельский совет, Тростянецкий район, Сумская область, Украина.
Код КОАТУУ — 5925085402. Население по переписи 2001 года составляло 8 человек .

## Географическое положение
Село Братское находится на правом берегу реки Буймер, выше по течению на расстоянии в 1 км расположено село Оводовка, ниже по течению на расстоянии в 2,5 км расположено село Мащанка. Село окружено большим лесным массивом (дуб).